# Jerry Heller
Gerald Elliot "Jerry" Heller, född 6 oktober 1940 i Cleveland, Ohio, död 2 september 2016 i Thousand Oaks, Kalifornien, var en amerikansk musikmanager och affärsman. Han är mest känd för att vara manager åt hiphop- och gangstarapgruppen N.W.A och åt rapparen Eazy-E.